# Economia de Comores
Comores é um país pobre com uma população jovem e em rápido crescimento, sem um sistema de transporte bem desenvolvido e sem muitos recursos naturais. O baixo nível de escolaridade de sua população contribui para que a economia fique próxima do nível de subsistência, com um elevado desemprego e uma forte dependência de ajuda externa.

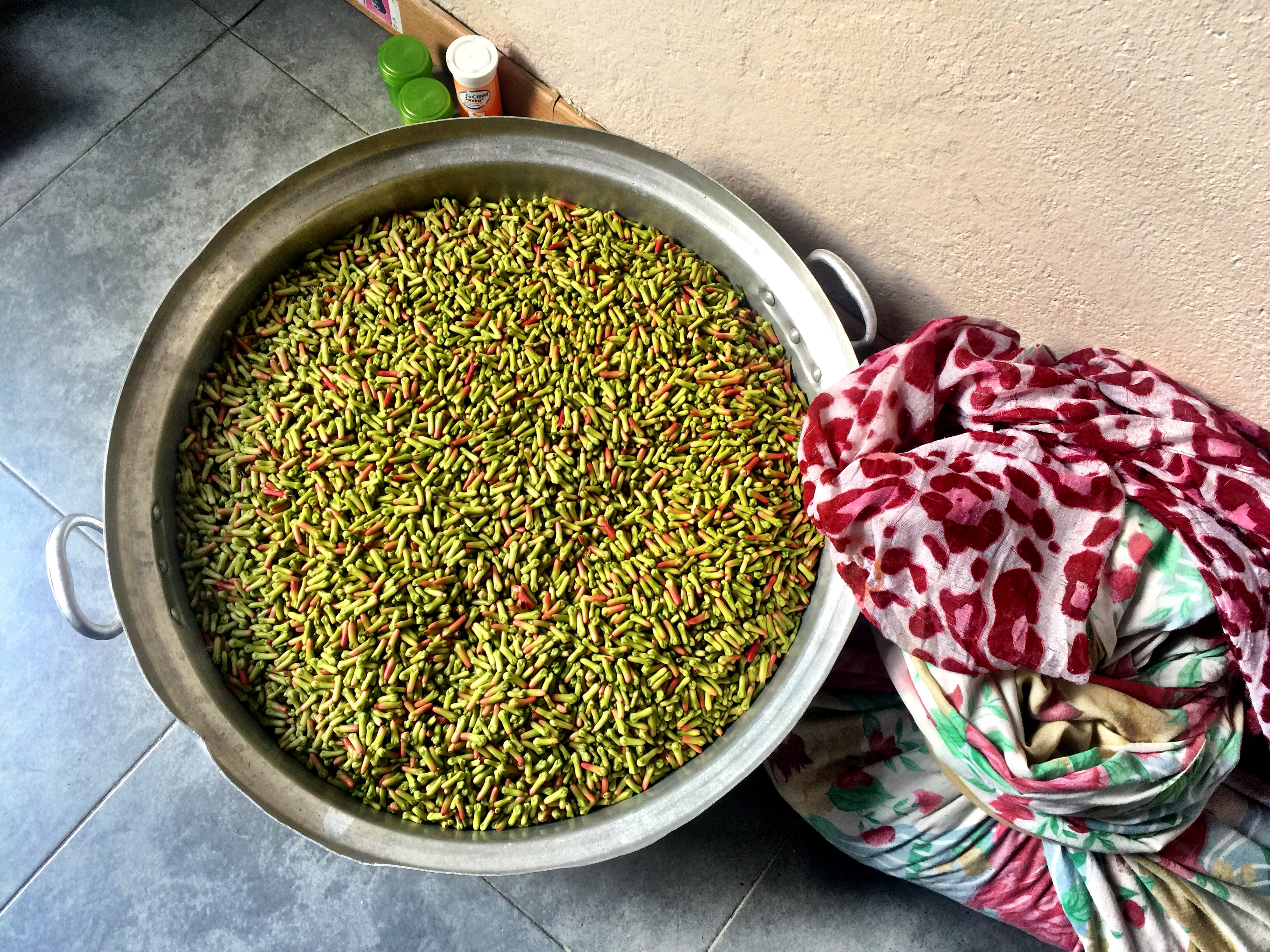
Cravo pronto para secar